# Оклукдж 7
Оклукдж 7 (англ. Oclucje 7) — індіанська резервація в Канаді, у провінції Британська Колумбія, у межах регіонального округу Страткона.

## Населення
За даними перепису 2016 року, індіанська резервація нараховувала 30 осіб. Середня густина населення становила 243,5 осіб/км².

## Клімат
Середня річна температура становить 8,6°C, середня максимальна – 18,2°C, а середня мінімальна – -1,2°C. Середня річна кількість опадів – 3 447 мм.
| Клімат поселення                              | Клімат поселення | Клімат поселення | Клімат поселення | Клімат поселення | Клімат поселення | Клімат поселення | Клімат поселення | Клімат поселення | Клімат поселення | Клімат поселення | Клімат поселення | Клімат поселення | Клімат поселення |
| Показник                                      | Січ.             | Лют.             | Бер.             | Квіт.            | Трав.            | Черв.            | Лип.             | Серп.            | Вер.             | Жовт.            | Лист.            | Груд.            |                  |
| Середній максимум, °C                         | 7,52             | 8,52             | 9,54             | 11,50            | 14,05            | 16,56            | 17,67            | 18,17            | 15,87            | 11,90            | 7,83             | 5,70             |                  |
| Середня температура, °C                       | 3,17             | 4,15             | 5,16             | 7,14             | 9,68             | 12,20            | 15,13            | 15,61            | 13,30            | 9,34             | 5,27             | 3,14             |                  |
| Середній мінімум, °C                          | −1,21            | −0,21            | 0,79             | 2,77             | 5,31             | 7,83             | 12,57            | 13,05            | 10,75            | 6,78             | 2,72             | 0,60             |                  |
| Норма опадів, мм                              | 495              | 311              | 307              | 241              | 160              | 127              | 78               | 117              | 151              | 410              | 561              | 489              |                  |
| Середньомісячна швидкість вітру, м/с          | 5.33             | 4.93             | 4.55             | 4.30             | 3.94             | 3.76             | 3.55             | 3.34             | 3.48             | 4.29             | 5.12             | 5.22             |                  |
| Середньомісячна сонячна радіація, кДж/м²·день | 2884             | 5521             | 9321             | 13818            | 17740            | 18885            | 19499            | 16661            | 12169            | 6595             | 3277             | 2275             |                  |
| --------------------------------------------- | ---------------- | ---------------- | ---------------- | ---------------- | ---------------- | ---------------- | ---------------- | ---------------- | ---------------- | ---------------- | ---------------- | ---------------- | ---------------- |
| Джерело:                                      |                  |                  |                  |                  |                  |                  |                  |                  |                  |                  |                  |                  |                  |